# Octavio Cantalejo
Octavio César Cantalejo Olmos (Lovingos, 1954) es un político español.

## Biografía
Nació en Lovingos, localidad perteneciente al municipio segoviano de Cuéllar, en 1954.
Tras varios años dedicado a la enseñanza en Cuéllar, lideró la lista electoral del PSOE en ella en 1995, arrebatando la alcaldía a Mariano Molinero Senovilla (PP), que presidía el Ayuntamiento de Cuéllar desde las elecciones de 1991. Fue reelegido en el cargo en las elecciones de 1999, y tan solo un año antes de agotar la legislatura, dimitió en el cargo en 2003. Dos años más tarde se convirtió en asesor del subdelegado del Gobierno en Segovia, Juan Luis Gordo Pérez, y en 2007 encabezó la lista del PSOE en Navalmanzano (Segovia), y fue procurador regional a las Cortes de Castilla y León de la VII legislatura.
En las elecciones municipales de 2011 volvió a presentarse como candidato del PSOE en Cuéllar, manifestando su arrepentimiento por dejar la alcaldía años antes, aunque en este caso no la obtuvo, correspondiendo a Jesús García Pastor (PP), quien revalidó su mandato en el cargo.
Sustituyó en septiembre de 2014 a Óscar López Águeda como procurador en las cortes autonómicas.